# 61 (عدد)
61 (واحد وستون) هو عدد طبيعي يلي العدد 60 ويسبق العدد 62.